# Единоверческие приходы Московской митрополии
Единоверческие приходы Московской митрополии Русской православной церкви — 3 прихода со старообрядным богослужением, находящиеся в Раменском (Михайловская Слобода), Воскресенском (Осташово) и Орехово-Зуевском (Куровское) районах Московской области.
До 2016 года все приходы находились в прямом подчинении митрополиту Крутицкому и Коломенскому. С 14 июля 2016 года два прихода определены в структуры территориальных благочиний Московской митрополии.

## Приходы

### Михаило-Архангельский единоверческий приход села Михаиловская Слобода
Основан в 1817 году. В 1961 году церковь была закрыта, вновь открыта в 1989 году. Самый многочисленный на сегодняшний день единоверческий приход Русской Православной Церкви. Община издает церковную литературу, периодическое издание «Правда Православия». Работает воскресная школа и лекторий для взрослых.
Храмы:
- Михаило-Архангельский храм
- Храм Паисия Великого
- Храм-часовня Анны Кашинской

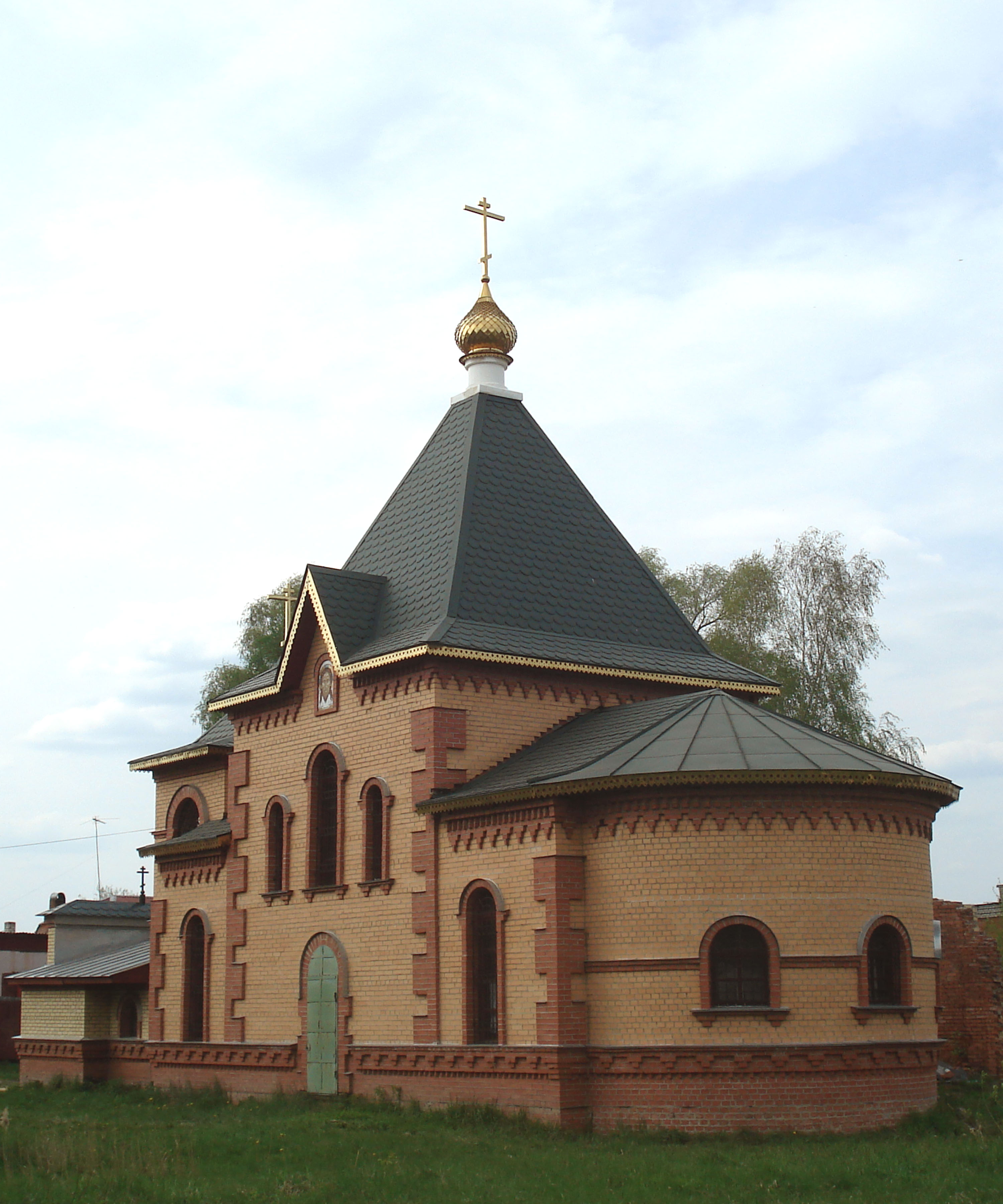
Церковь Иоанна Лествичника в Куровском

Настоятель — архимандрит Иринарх (Денисов) (с 1989 года).
Адрес: Раменский городской округ, село Михайловская Слобода, Церковная улица, 1.

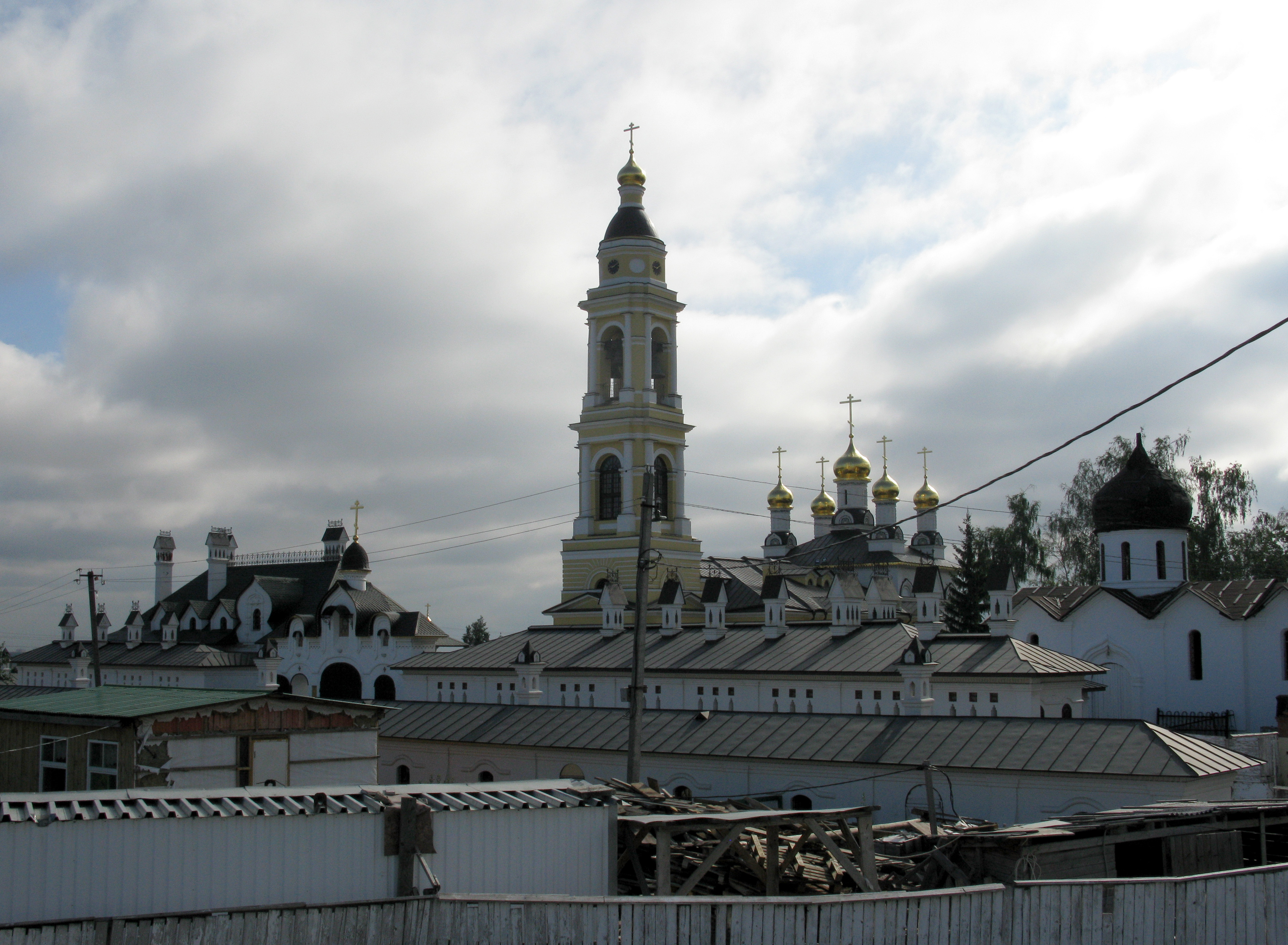
Храмовый комплекс села Михайловская Слобода
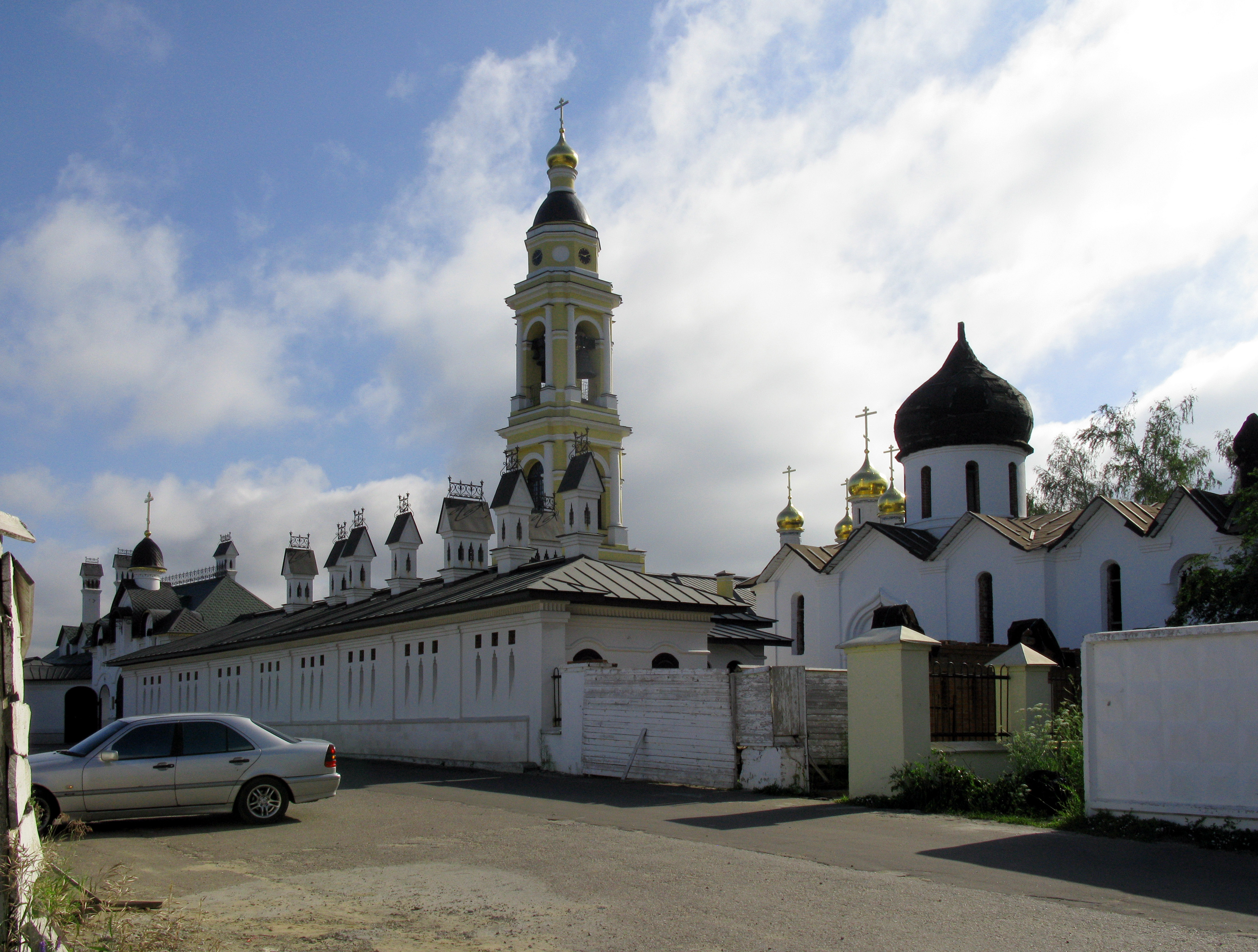
Храмовый комплекс села Михайловская Слобода
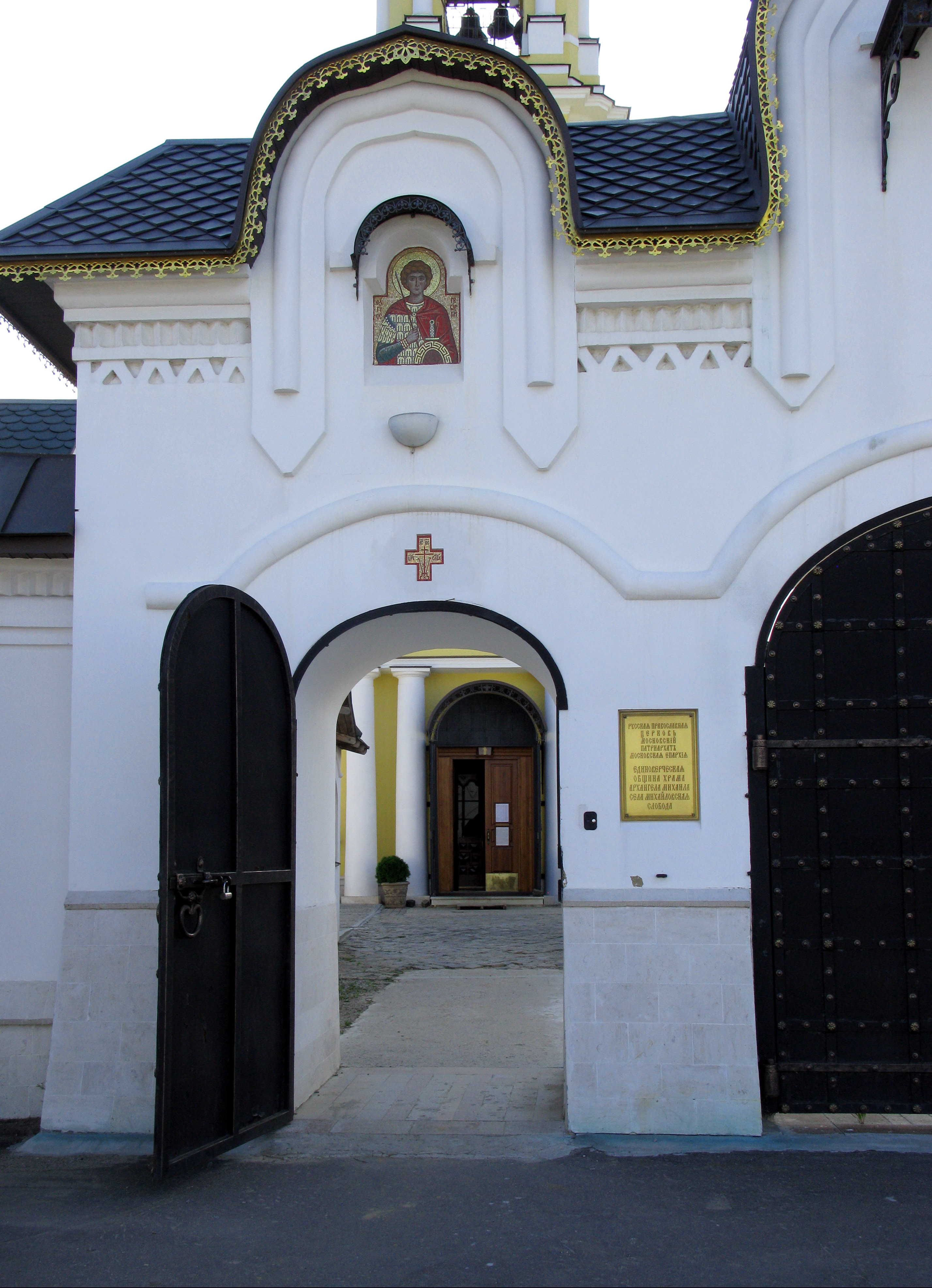
Святые врата
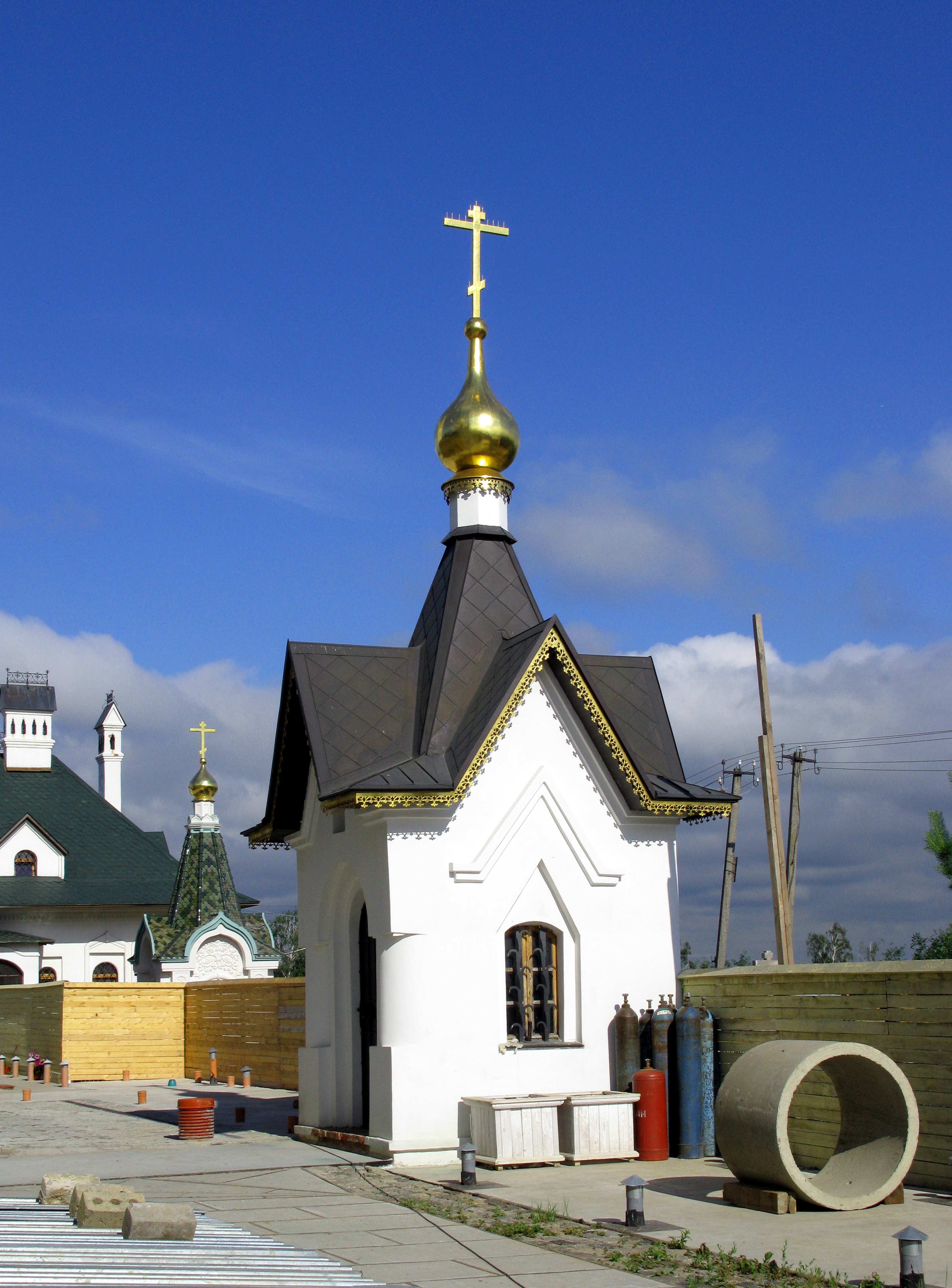
Часовня Богоявления Господня
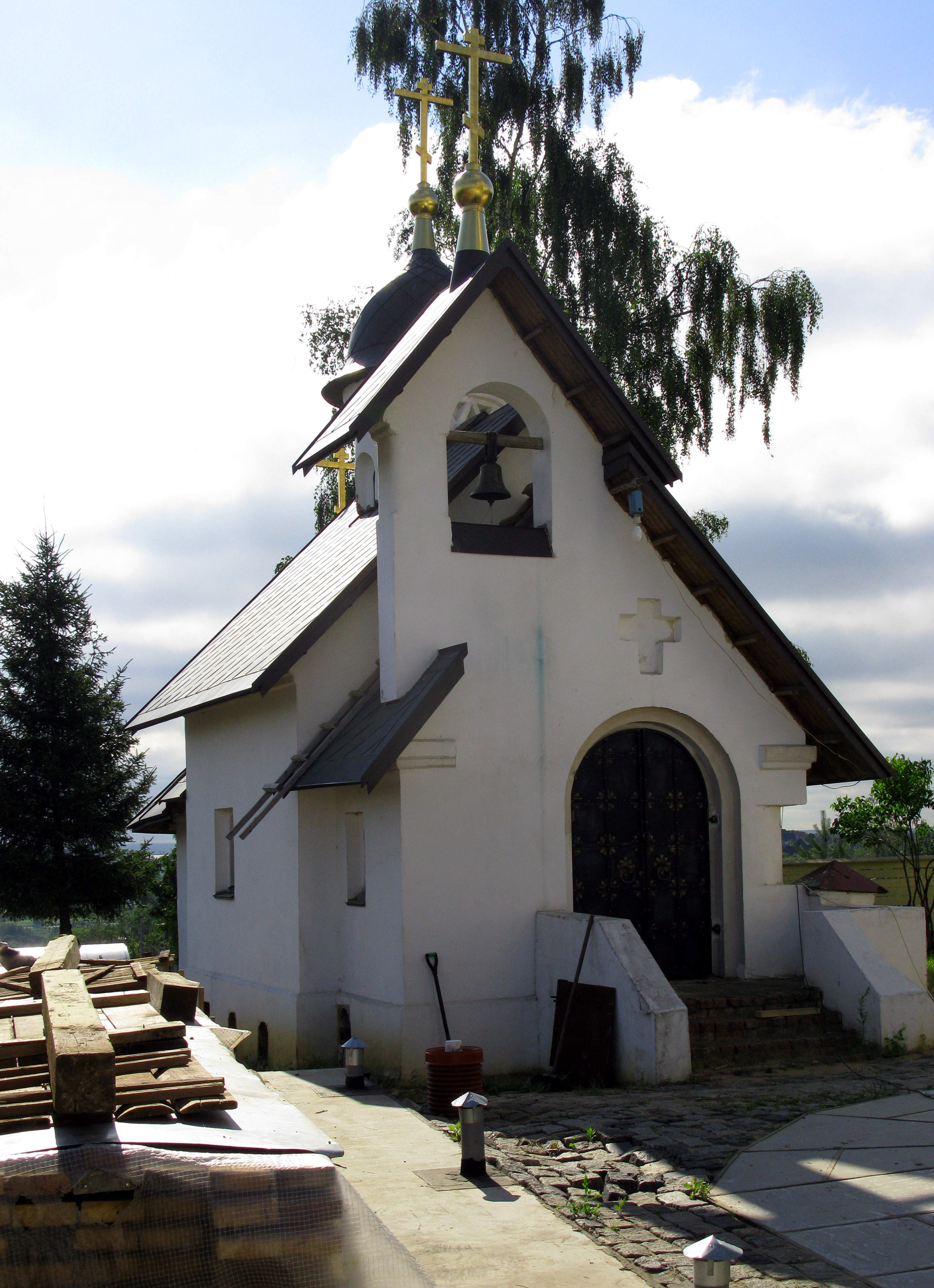
Храм-часовня Анны Кашинской

### Спасо-Преображенский единоверческий приход города Куровское
Основан в 1994 году из присоединившихся неокружников. Относится к Ликино-Дулевскому благочинническому округу Балашихинской епархии.
Храмы:
- Спасо-Преображенская церковь
- Церковь Иоанна Лествичника (приписная)

Настоятель — иерей Алексий Александрович Гугливатый (с 27 декабря 2017).
Адрес: Орехово-Зуевский городской округ, город Куровское, Советская улица, 87.

### Владимирский единоверческий приход села Осташово
Образован в 1991 году из числа бывших старообрядцев. Относится к 1-му Воскресенскому благочинию Коломенской епархии.
Храм: церковь Владимирской иконы Божией Матери.
Настоятель — иеромонах Антоний (Александр Владимирович Аненко) (с 28 мая 2012).
Адрес: городской округ Воскресенск, село Осташово, 64-б.